# Shake It Up: Made In Japan (ścieżka dźwiękowa)
Shake It Up: Made In Japan - ścieżka dźwiękowa nagrana do filmu Shake It Up: Made In Japan. Pierwszy singiel Fashion Is My Kryptonite został wydany 20 lipca 2012.

## Single
1. Fashion Is My Kryptonite (Bella Thorne i Zendaya Coleman) - 2:44
2. Made In Japan (Bella Thorne i Zendaya Coleman) - - 2:56
3. The Same Heart (Bella Thorne i Zendaya Coleman) - 3:35
4. Fashion Is My Kryptonite (Teledysk) (Bella Thorne i Zendaya Coleman) - 2:27